# 343號州道 (紐約和康涅狄格州)
343號紐約州州道是美國的一條州際公路，途徑美國纽约州哈德遜河谷地區的達奇斯縣中部。它的西端位於米尔布鲁克，東端位於阿米尼亚。